# José Alcalá-Zamora y Queipo de Llano
José Alcalá-Zamora y Queipo de Llano   (Màlaga, 28 de setembre de 1939 - Madrid, 9 de gener de 2019) fou un historiador espanyol, membre de la Reial Acadèmia de la Història.

## Biografia
Es dona la circumstància que era net tant de l'expresident de la República, Niceto Alcalá-Zamora y Torres com del general rebel Queipo de Llano, un dels principals cabdills del cop d'estat del 18 de juliol de 1936 a Sevilla. El seu pare, el prestigiós jurista Niceto Alcalá-Zamora y Castillo es trobava a l'exili quan ell va néixer.
Va passar la seva infància i primera joventut a l'exili republicà, però posteriorment va tornar per llicenciar-se i doctorar-se en història. Es va especialitzar en l'Espanya dels Àustries, antiga siderúrgia i teatre del segle d'Or. Fou professor d'Universitat a partir de 1966 i catedràtic el 1977. Va ser catedràtic d'Història Moderna a les Universitats de Múrcia, Oviedo, UNED i a partir de 1982, Universitat Complutense de Madrid.
Va casar-se amb Sonsoles Díaz-Berrio González i va tenir dues filles.
El 8 de maig de 1987 fou escollit acadèmic de la Reial Acadèmia de la Història; va prendre possessió el 7 de maig de 1989.

## Obres
- En torno a los planteamientos hegemónicos de la monarquía hispana de los Felipes (1960)
- El mar de un barco de papel (poesia, 1965)
- Historia de una empresa siderúrgica española: los altos hornos de Liérnagas y La Cavada, 1622-1834 (1974)
- España, Flandes y el Mar del Norte (1618-1639): La última ofensiva europea de los Austrias madrileños. Planeta, 1975.[4] ISBN 8432078131, ISBN 9788432078132
- La Monarquía de Felipe II.
- La empresa de Inglaterra: (la "Armada invencible": fabulación y realidad). Real Academia de la Historia, 2004.[5] ISBN 8495983370, ISBN 9788495983374
- Sonetos de amor y desamor (Premi Francisco de Quevedo, 1992)
- Nunca termina ayer (Madrid, 1994)
- Pliego de sonetos o canciones (Madrid, 1996)
- Islario: antología de sonetos publicados e inéditos (1996).
- De como amor no acaba. SIAL Ediciones, 2008.[6] ISBN 8496464784, ISBN 9788496464780